# Kidō Senshi Gundam: Giren no Yabō - Zeon Dokuritsu Sensōden - Kōryaku Shireisho
Kidō Senshi Gundam: Giren no Yabō - Zeon Dokuritsu Sensōki - Kōryaku Shireisho (機動戦士ガンダム ギレンの野望 ジオン独立戦争記　攻略指令書) est un jeu vidéo de stratégie développé et édité par Bandai en février 2003 sur PlayStation 2. C'est une adaptation en jeu vidéo de la série basée sur l'anime Mobile Suit Gundam. C'est le troisième opus d'une série de cinq jeux vidéo.

## Série
1. Kidō Senshi Gundam: Giren no Yabō : 1998, Saturn, WonderSwan Color
1.5.  Kidō Senshi Gundam: Giren no Yabō - Kōryaku Shireisho : 1998, Saturn
2. Kidō Senshi Gundam: Giren no Yabō - Zeon no Keifu : 2000, Dreamcast, PlayStation, 2005 : PlayStation Portable
3. Kidō Senshi Gundam: Giren no Yabō - Zeon Dokuritsu Sensōki - Kōryaku Shireisho
4. Kidō Senshi Gundam: Giren no Yabō - Axis no Kyōi : 2008, PlayStation Portable
5. Kidō Senshi Gundam: Giren no Yabō - Axis no Kyōi V : 2009 : PlayStation Portable